# Pierre Marie Auguste Broussonet

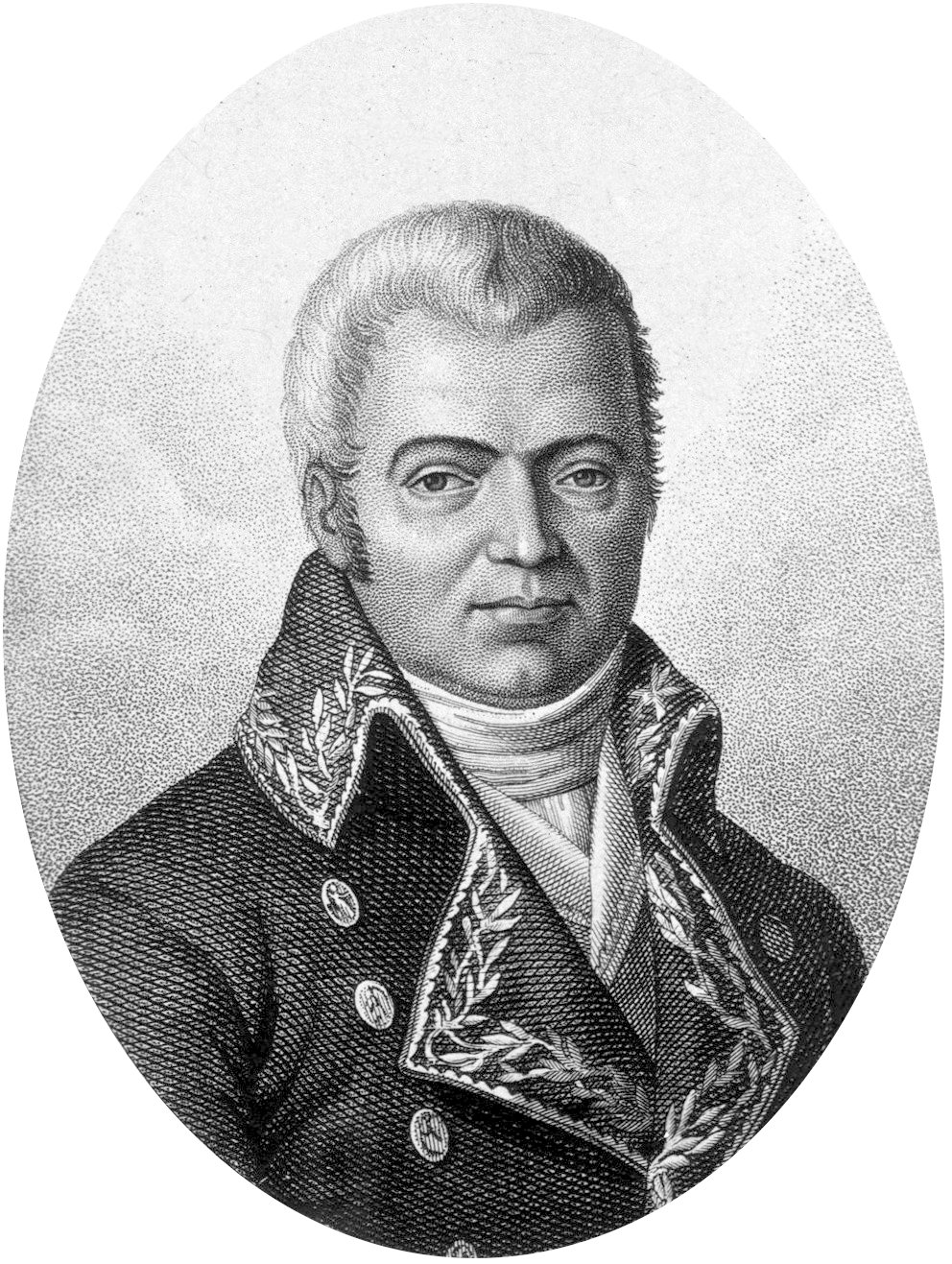
Pierre Marie Auguste Broussonet

Pierre Marie Auguste Broussonet (* 19. Januar 1761 in Montpellier; † 27. Juli 1807 ebenda) war ein französischer Arzt, Naturforscher und Zoologe (genauer Ichthyologe). Sein offizielles botanisches Autorenkürzel lautet „Brouss.“

## Leben und Wirken
Unter dem Einfluss seines Vaters, François Broussonet (1722–1792), eines Arztes und Professors der Medizin in Montpellier, sowie von Antoine Gouan (1733–1821), einem Naturforscher, entdeckte Broussonet seine Leidenschaft für die Naturgeschichte. Zunächst aber studierte er Medizin und wurde in Montpellier im Jahre 1778 promoviert. Das Thema seiner Dissertationsarbeit lautete Variae positiones, circa respirationem, etc.
Er publizierte im selben Jahr 1789 seine erste, kürzere wissenschaftliche Arbeit über die Fische, Mémoire sur la régénération de quelques parties du corps des Poissons. Der Beitrag erschien im Journal de physique, de chimie, d'histoire naturelle et des arts. vol 35, Paris (1789).
Mit dem Ende seines Studiums zog es ihn, im Jahre 1780, nach London, wo er zu vielen Wissenschaftler intensiven Kontakt pflegte, nicht nur zu Sir Joseph Banks, der ihn in dieser Stadt begrüßte, sondern auch zu Johann Reinhold Forster, Daniel Solander, Alexander Dalrymple, Anders Erikson Sparrman, John Sibthorp und James Edward Smith.
Durch den Einfluss Sir Joseph Banks wurde Broussonet am 14. Februar 1782 in die Royal Society aufgenommen. Er veröffentlichte den ersten Teil einer Arbeit über die Fische, Ichthyologia sistens piscium descriptiones et icones Decas I (1782), aus dem Material, das während der Reisen des James Cooks gesammelt und Sir Joseph Banks zugeteilt worden waren.
Broussonets Ziel war es, alle bekannten Fische seiner Zeit, das waren etwa 1200 Spezies, zu systematisieren.
Er kehrte im August 1782 nach Paris zurück, wo er sich mit den beiden Botanikern René Desfontaines und Charles Louis L’Héritier de Brutelle anfreundete. Auch brachte er als erster einen Setzling eines Ginkgo biloba nach Frankreich mit. Später botanisierte Broussonet zusammen mit John Sibthorp für mehrere Monate im Süden Frankreichs und in Katalonien mit Abbé Pierre André Pourret (1754–1818).
Er war Gründungsmitglied der Société linnéenne de Paris. Diese Gesellschaft wurde auf Initiative der Botaniker und Naturforscher André Thouin, Louis Augustin Guillaume Bosc (1759–1828), Aubin-Louis Millin de Grandmaison (1759–1818) und Pierre-Rémi Willemet hin am 28. Dezember 1787 in Paris gegründet. Sie fand bald auch Zuspruch von anderen Naturforschern, die der Société beitraten. Im Jahre 1789 wurde sie aber wieder aufgelöst. Broussonet war ein Anhänger von Carl von Linnés moderner Taxonomie, der binären Nomenklatur.
Louis Jean-Marie Daubenton (1716–1800) machte ihn im Jahre 1784 zu seinem Assistenten an der Tierärztlichen Hochschule École nationale vétérinaire in Alfort. Mit Daubenton wurde Broussonet im Jahr 1785 in die Académie des sciences aufgenommen. Mit Daubenton arbeitete er in Frankreich an der Zucht von Merinoschafen und Angora-Ziegen, um die Qualität der Wolle weiterzuentwickeln. Er fördert die Erprobung von neuen Pflanzenkulturen, so des Maulbeerbaums, und versuchte den Tee- und Kartoffelanbau auf Korsika.
In dieser Zeit widmete er sich verstärkt der Landwirtschaft. Broussonet wurde im Jahre 1785 vom Intendanten Berthier de Sauvigny (1737–1789) zum ständigen Sekretär der Landwirtschaftlichen Gesellschaft von Paris, Société d’agriculture de Paris, ernannt und war in dieser Funktion u. a. für das Erstellen vierteljährlicher Berichte zuständig.
Weitere politische Aktivitäten waren: 1789 wurde er in die verfassunggebende Nationalversammlung, Assemblée nationale, gewählt. Als Mitglied der Assemblée nationale législative schloss er sich der Partei der Girondins an. Der Aufstand der Sansculotten von 1793 führte aber zur Verhaftung und Hinrichtung vieler führender Girondisten.
Dies traf auch auf Broussonet zu, so wurde auch er geächtet und musste Paris im Jahre 1793 verlassen. Seine Flucht führte ihn über Montpellier und nach einer weiteren gefährlichen Etappe nach Madrid. Doch auch Spanien musste er verlassen und floh über Lissabon nach Marokko, wo er in der Botschaft der Vereinigten Staaten von Amerika Zuflucht fand.
Später wendete er sich an das Directoire, um eine Erlaubnis zur Rückkehr nach Frankreich zu erhalten. Er stand jedoch immer noch auf der Liste der Emigranten. Es gelang ihm erst im Jahre 1797, aus dieser Liste entfernt zu werden.
Er lebte zu diesem Zeitpunkt in der Botschaft der Vereinigten Staaten von Amerika in Mogador (heute Essaouira) in Marokko. Aus der konsularischen Vertretung floh er dann 1799 auf die Kanarischen Inseln, da die Stadt von einer Pestepidemie heimgesucht wurde, bei der zwei Drittel der Einwohner starben. Er blieb bis zum Jahre 1803 auf Teneriffa. Während seines Exils machte er seine ersten botanischen Sammlungen in Nordafrika (1794–1795).
Er durfte nach Frankreich zurückzukehren und entschied sich für Montpellier, wo er mit seiner Familie bleiben konnte.
Schließlich bekam er einen Lehrstuhl für Botanik in Montpellier, im gleichen Jahre 1803. Neben seiner Lehrtätigkeit als Botaniker unterstützte er den Aufbau des Botanischen Gartens der Stadt Jardin des plantes de Montpellier und veröffentlichte einen Katalog des Gartens unter dem Titel Elenchus plantarum Horti Botanici monspeliensis. Er wurde zum Mitglied der Legislative im Jahre 1805 ernannt.
Er starb schon im Alter von 46 Jahren. Er war mit Gabrielle Mitteau verheiratet, beide hatten eine Tochter (Elisabeth Broussonet) und einen Sohn (Jean Louis Victor Broussonet), Arzt in der Armee der Pyrenäen, médecin dans l’armée des Pyrénées.

## Ehrentaxon
Charles Louis L’Héritier de Brutelle benannte ihm zu Ehren 1799 die Gattung Broussonetia aus der Familie Moraceae.

## Werke (Auswahl)
- Ichthyologia sistens piscium descriptiones et icones. P. Elmsly, Londini; P. F. Didot, Parisiis; R. Graeffer, Viennae 1782. (Texte en ligne)
- Instruction [ou Mémoire] sur la culture des turneps ou gros navets, sur la manière de les conserver et sur les moyens de les rendre propres à la nourriture des bestiaux. Impr. royale, Paris 1785.
- Essai de comparaison entre les mouvements des animaux et ceux des plantes, et description d’une espèce de sainfoin, dont les feuilles sont dans un mouvement continuel. In: Mémoires de l’Académie des sciences. Impr. royale, Paris 1785, S. 609–621.
- Année rurale, ou Calendrier à l'usage des cultivateurs. 2 Bände, Paris 1787–1788.
- Memoir on the regeneration of certain parts of the bodies of fishes. C. Forster, London 1789.
- Réflexions sur les avantages qui résulteroient de la réunion de la Société royale d’Agriculture, de l’École vétérinaire, et de trois chaires du Collège royal, au Jardin du roi. Impr. du Journal gratuit, Paris 1790.
- Elenchus plantarum horti botanici Monspeliensis. Augusti Ricard, Monspelii 1805.